# Oberpostdirektion Hannover

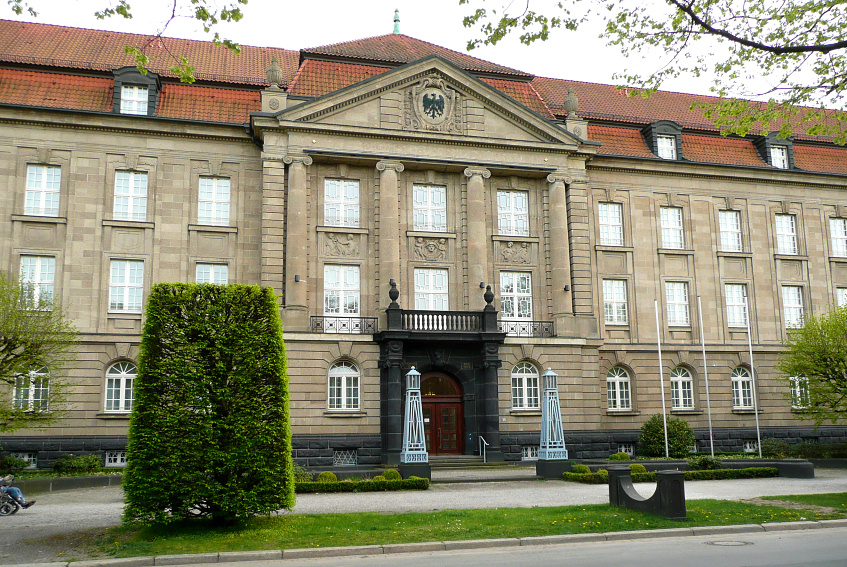
Ehemaliges Dienstgebäude in Hannover in der Zeppelinstraße

Die Oberpostdirektion Hannover war eine am 1. Januar 1867 in Hannover eingerichtete Oberpostdirektion. Sie bestand bis zum 1. Januar 1995, als die Deutsche Post AG ihre Aufgaben übernahm.

## Geschichte
Gemeinsam mit den Oberpostdirektionen Kiel, Frankfurt am Main, Kassel und Darmstadt wurde die Oberpostdirektion Hannover 1867 eingerichtet. Zu diesem Zeitpunkt gab es in Preußen bereits 26 Behörden dieser Art. Auch in Bayern, Mecklenburg-Schwerin, Sachsen und Württemberg bestanden Postdirektionen oder Oberpostämter. Die preußischen Oberpostdirektionen wurden 1850 auf Betreiben des Generalpostdirektors Heinrich Schmückert ins Leben gerufen. Ihrer Einrichtung gingen jahrzehntelange Bemühungen um eine Dezentralisierung der Postverwaltungsgeschäfte voraus.
An die Stelle des Generalpostdirektoriums in Hannover trat am 1. Januar 1867 eine Ober-Post-Direktion mit den Pflichten und Befugnissen der in Preußen bereits bestehenden gleichartigen Behörden. 20 preußische Postbeamte standen bereit, um den Hannoveranern „die Aneignung der neuen Formen, namentlich im Expeditions- und Rechnungswesen, zu erleichtern“.
Das Generalpostamt Berlin hatte Ende Oktober 1866 drei Beamte geschickt, um die Umstellung vorzubereiten. Es waren dies, der als Leiter der Oberpostdirektion Hannover vorgesehene Postrat Schiffmann und die Geheimen Kalkulatoren Wittmann und Schmücker. Der scheidende Generalpostdirektor von Brandis, letzter Chef des hannoverschen Postwesens, trat nach 54-jähriger Dienstzeit in den Ruhestand.
Ab 1. Januar 1868 gehörte die OPD Hannover zu den 35 Oberpostdirektionen des Norddeutschen Bundes, in dessen bundeseigene Postverwaltung Preußen 31 Direktionen, die Länder Braunschweig, Sachsen, Oldenburg, Mecklenburg vier Direktionen und die Hansestädte Bremen, Hamburg und Lübeck ihre Oberpostämter einbrachten. Das Postwesen für das gesamte Gebiet des Norddeutschen Bundes war als einheitliche Staatsverkehrsanstalt einzurichten und zu verwalten.
Ab 1871 war Hannover eine Oberpostdirektion der Reichspost.

## Gebäude

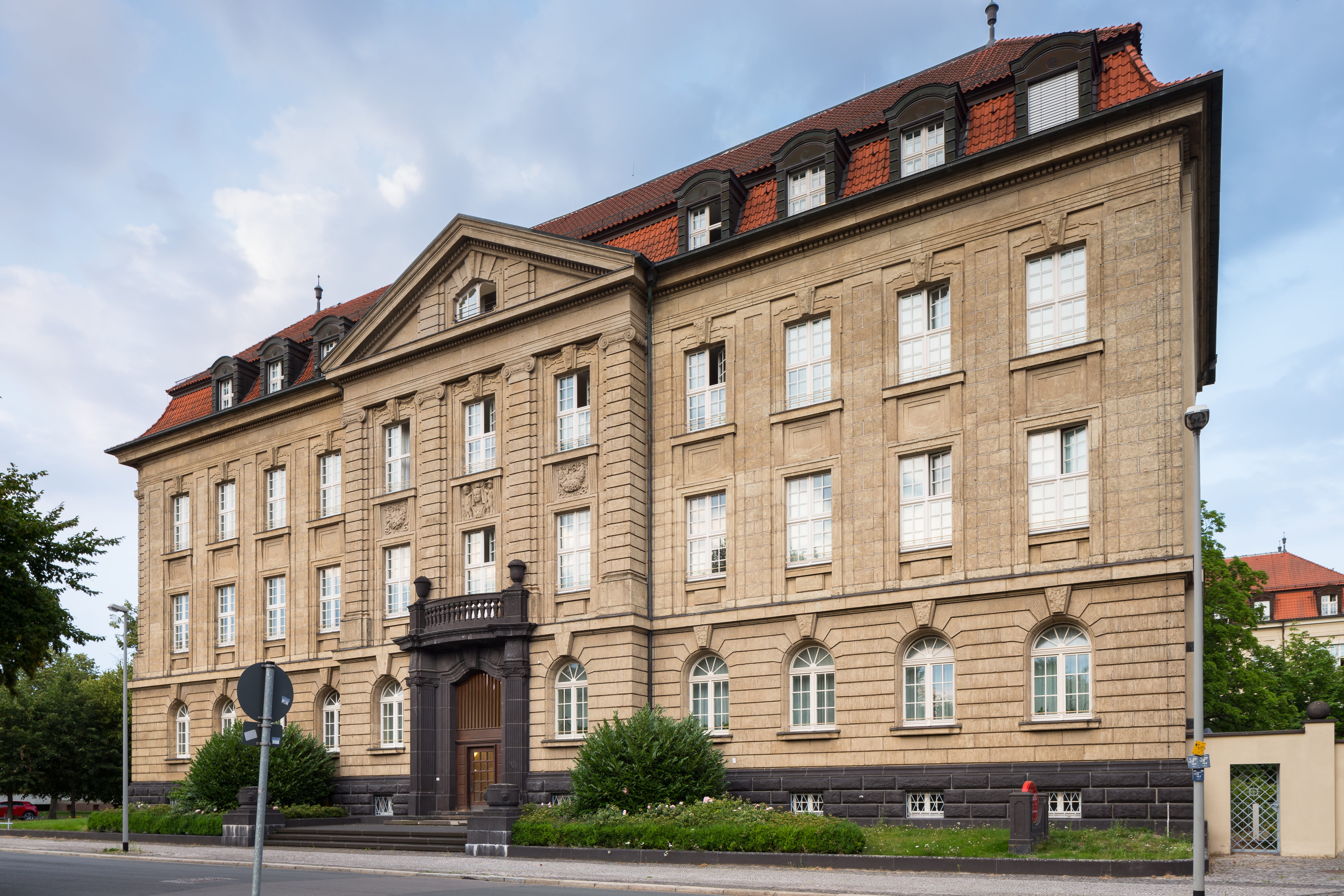
Seitenflügel an der Lüerstraße

Die Oberpostdirektion Hannover nahm ihre Tätigkeit im Gebäude des ehemaligen Generalpostdirektoriums in der Theaterstraße 3 auf. 1867 gehörten zum hannoverschen Eisenbahn-Postamt 20 Postsekretäre, 4 Assistenten, 30 Kondukteure und 3 Bürodiener. 100 Jahre später waren es über 1.300 Postler.
Weiter gab es bis 1900 ein selbständiges Telegraphenamt in Hannover, das auch den örtlichen Fernsprechdienst wahrnahm. Die übrigen Telegraphenstationen waren den Postanstalten angegliedert. 1901 wurde in Hannover ein Stadtfernsprechamt eingerichtet, 1906 ein Telegraphenamt in Hildesheim. Im Jahre 1920 entstanden Telegraphenbauämter in den Städten Hannover, Hildesheim und Uelzen.
1923 wurde in Hannover auf einem Kasernengelände am Königsworther Platz die erste Postkraftwagenwerkstatt eingeweiht. Ab 1935 gab es ein Kraftpostbetriebswerk in Hannover-Hainholz, Auf dem Dorn.
In Hannover-Hainholz wurde 1917 eine große Pakethalle in Betrieb genommen, in der bis zu 30 Güterwagen gleichzeitig ent- und beladen werden konnten. Sie diente dem Paketumschlag bis 1945.
In der Zeit von Oktober 1911 bis März 1912 zog die OPD in den Neubau Zeppelinstraße 24 um, der vom Postbaurat und Geheimen Baurat Paul Schäffer (dem Vater des Schriftstellers Albrecht Schaeffer) entworfen wurde. Zur Verwaltung waren 117 Mitarbeiter notwendig. Außerdem beschäftigte die Oberpostdirektion einen Rechtsbeistand, einen Postvertrauensarzt und einen Architekten. 1967 arbeiteten 423, von insgesamt 960 Angehörigen der Direktion im Gebäude Zeppelinstraße 24.
Im Zweiten Weltkrieg wurden bei einem Luftangriff auf Hannover
das Treppenhaus und das Dachgeschoss im Westflügel des Verwaltungsbaus durch Sprengbomben beschädigt. Einige Dienststellen mussten in andere Postgebäude oder in gemietete Räume verlegt werden. Einzelne Referate waren in einer an der Hindenburgstraße/Ecke Zeppelinstraße gelegenen Villa untergebracht.
Nach 1945 waren die meisten Postämter auch für den Fernsprechvermittlungsdienst und den Telegraphenbetrieb in ihren Amtsbezirken zuständig. Erst 1951 wurden diese Dienste neu gebildeten Fernmeldeämtern in Celle, Hameln, Hildesheim, Nienburg und Uelzen übertragen.
Die Deutsche Bundespost nutzte das Gebäude bis am 1. Januar 1995, als es die Deutsche Post A.G. übernahm.
Am 26. April 2007 wurde im ehemaligen Gebäude der Oberpostdirektion ein luxuriöses Sunrise-Seniorendomizil eröffnet. Wegen mangelnder Rentabilität wurde das Haus 2008 geschlossen und ist seit dem 1. Oktober 2010 eine Kursana-Residenz.

## Bezirk
Der Wirkungskreis umfasste das gesamte Gebiet des früheren Königreichs Hannover, nämlich die Fürstentümer Calenberg, Göttingen, Grubenhagen, Lüneburg, Osnabrück, Hildesheim mit der Stadt Goslar und Ostfriesland mit dem Harlinger Land, die Herzogtümer Bremen, Verden und Ahrenberg-Meppen, den hannoverschen Anteil am Herzogtum Lauenburg, die Niedergrafschaft Lingen, die Grafschaften Hoya, Diepholz, Hohnstein und Bentheim und das Land Hadeln. In diesem 38.400 km² großen Bezirk mit über 1,9 Millionen Einwohnern gab es 24 Postämter, ein Eisenbahn-Postamt und 243 Postspeditionen. Während diese bisher den Postämtern unterstellt waren, traten sie nunmehr – dem preußischen System entsprechend – als Post-Expeditionen gleich den Ämtern in direkte Beziehungen zur Oberpostdirektion.
Da der unmittelbare Dienstverkehr mit den vielen selbständigen Postanstalten aufwändig war, wurde der Bezirk der Oberpostdirektion verkleinert.
Am 1. Januar 1869 gab die OPD die Gebiete von Aurich und Osnabrück an die Oberpostdirektion Oldenburg ab. Es verblieben 221 Postanstalten.
Am 1. Juli 1871 wurden Gebietsteile im Süden des Bezirks, zu denen auch die Städte Goslar, Göttingen, Osterode, Einbeck und Bodenwerder gehörten, an die Oberpostdirektion Braunschweig abgezweigt.
Am 1. April 1873 erhielt die Oberpostdirektion Hamburg die Postämter Lüneburg, Harburg, Stade und weitere hannoversche Postanstalten auf dem linken Elbufer. Als Ausgleich wurden dem Bezirk Hannover die Gebiete Schaumburg-Lippe, Grafschaft Schaumburg und der südlich von Achim gelegene braunschweigische Amtsgerichtsbezirk Thedinghausen zugeschlagen.
Schon am 1. Januar 1874 kamen jedoch braunschweigische Thedinghausen und links der Weser gelegene Postämter und Amtsstellen, vor allem in den Grafschaften Diepholz und Hoya, sowie Teile des Regierungsbezirks Stade, zu denen auch Verden, Bremervörde und Osterholz-Scharmbeck gehörten, zur Oberpostdirektion Bremen.
Bei Neugründung der Oberpostdirektion Minden am 1. Januar 1876 wurden dieser die Postanstalten in der Grafschaft Schaumburg und in Schaumburg-Lippe, jedoch ohne die Orte im Gebiet Steinhude, Hagenburg und Großenheidorn, zugeteilt.
Um 1880 hatte der Bezirk Hannover eine Fläche von 14.900 km² mit 792.000 Einwohnern und 160 Postämtern und Amtsstellen.

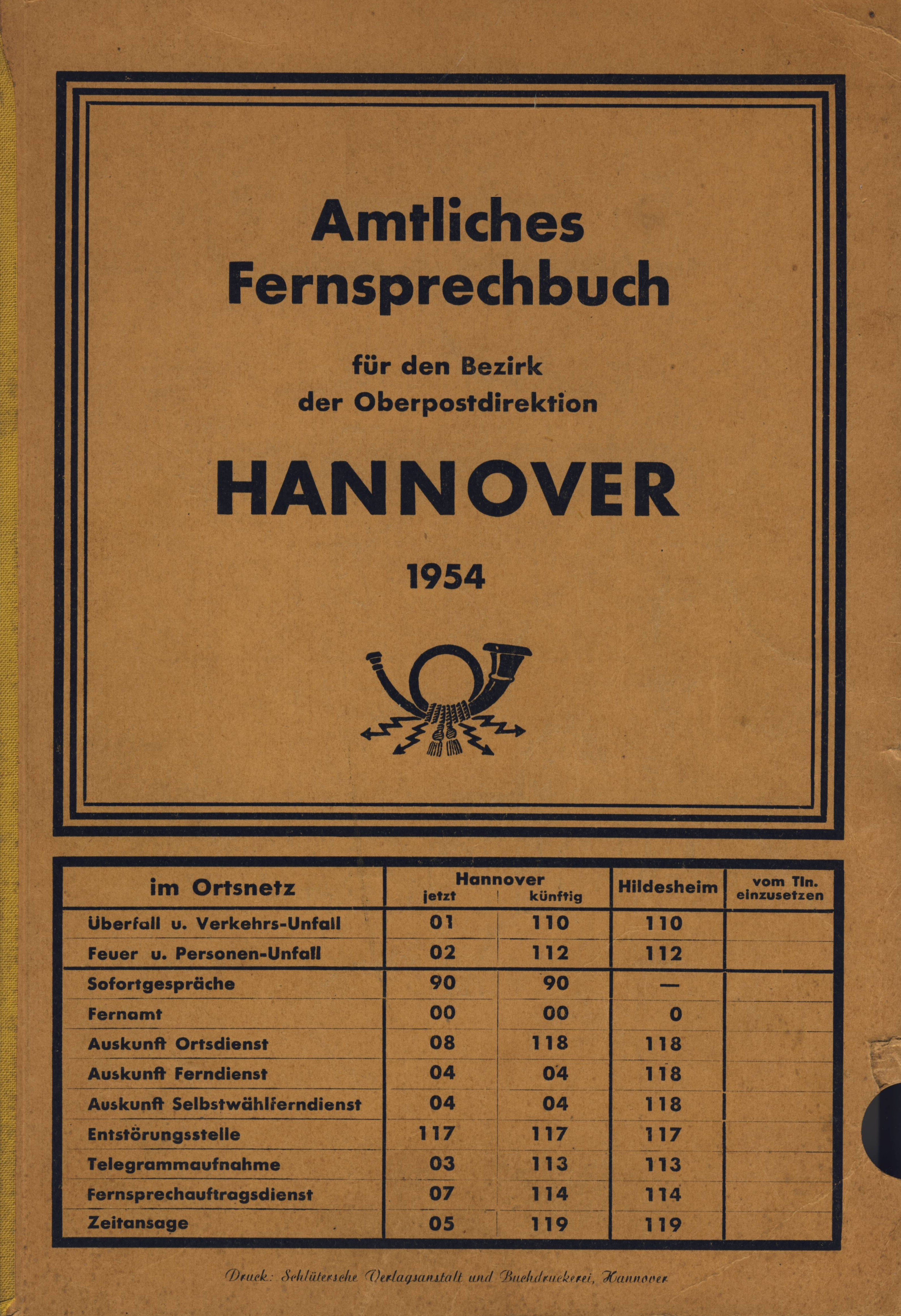
Amtliches Fernsprechbuch und Branchenverzeichnis der Oberpostdirektion Hannover

Von etwa 1880 bis in die Mitte des 20. Jahrhunderts gab es keine nennenswerten Gebietsveränderungen. Nach dem Ende des Zweiten Weltkrieges verlor der Bezirk Hannover infolge der Einrichtung von Besatzungszonen das jenseits der Elbe gelegene Postamt Neuhaus mit seinen Poststellen und einige Amtsstellen des Postamts Wittingen. Am 1. August 1946 erhielt die Oberpostdirektion dagegen die Postanstalten in Schaumburg-Lippe und in der Grafschaft Schaumburg zurück, das bis zur Auflösung 1934 zur OPD-Minden gehört hatte und danach wieder zur OPD Münster gehörte. Seitdem umfasst ihr Geschäftsbereich den Regierungsbezirk Hannover, ohne die Landkreise Grafschaft Diepholz und Grafschaft Hoya, den Regierungsbezirk Lüneburg ohne den Stadtkreis und die Landkreise Lüneburg und Harburg sowie vom Regierungsbezirk Hildesheim den Stadtkreis und die Landkreise Hildesheim-Marienburg, Alfeld und Peine. Dieses Gebiet hatte eine Fläche von 14.139 km² mit nahezu 2,5 Millionen Einwohnern. Es bildet den Kern des Landes Niedersachsen.
Während es 1955 im Bezirk noch 60 der Oberpostdirektion unmittelbar unterstellte Postämter gab, verringerte sich ihre Zahl bis zum Jahre 1962 um 32. Grund dafür war die in diesen Jahren im Bundesgebiet durchgeführte Neuorganisation in der Amtsstufe. Sie hatte zum Ziel, den Verwaltungsdienst bei wenigen verkehrsgünstig gelegenen Postämtern zu konzentrieren und dadurch zu vereinfachen. Hand in Hand mit diesen Maßnahmen ging eine Zusammenfassung von betrieblichen Aufgaben bei diesen Ämtern, z. B. der Briefverteilung in Ein- und Abgang, des Zeitungs- und des Reisedienstes sowie der Unterhaltung von Kraftfahrzeugen. 1967, nach 100 Jahren, waren es nur noch 27 Postämter und ein Postscheckamt. Den selbständigen Postämtern, die Postämter mit Verwaltungsdienst bezeichnet wurde, waren insgesamt 200 kleinere Postämter, 438 Poststellen I, 884 Poststellen II und 20 Posthilfsstellen angegliedert. Sie versorgten das flache Land oder abseits der Stadtzentren gelegene Ortsteile. 1977 wurde die OPD Braunschweig übernommen und es entstand die Oberpostdirektion Hannover-Braunschweig, der Präsident Horst Zech wurde.